# 滋賀県の資格者配置路線
滋賀県の資格者配置路線（しがけんのしかくしゃはいちろせん）とは、交通誘導警備業務に関し、道路又は交通の状況により、滋賀県公安委員会が道路における危険を防止するため必要と認める路線である。当該路線で交通誘導警備業務を実施するにあたっては、交通誘導警備業務を実施する場所ごとに、交通誘導警備業務1級検定又は2級検定の合格証明書の交付を受けた警備員を1名以上配置しなければならない。

## 告示・施行
- 2007年2月28日：告示　平成19年2月28日滋賀県公安委員会告示第19号
- 2007年9月1日：施行
- 2007年9月21日：一部改正・同日施行　平成19年9月21日滋賀県公安委員会告示第98号
- 2009年5月22日：一部改正　平成21年5月22日滋賀県公安委員会告示第36号
- 2009年6月1日：施行
- 2014年1月24日：告示・施行　平成26年1月24日滋賀県公安委員会告示第5号

## 路線一覧
|    | 路線名                 | 区間                                                                             |
| -- | ---------------------- | -------------------------------------------------------------------------------- |
| 1  | 国道1号                | 滋賀県の全域                                                                     |
| 2  | 国道8号                | 滋賀県の全域                                                                     |
| 3  | 国道21号               | 滋賀県の全域                                                                     |
| 4  | 国道161号              | 滋賀県の全域                                                                     |
| 5  | 国道306号              | 滋賀県の全域                                                                     |
| 6  | 国道307号              | 滋賀県の全域                                                                     |
| 7  | 国道365号              | 滋賀県の全域                                                                     |
| 8  | 国道367号              | 滋賀県の全域（ただし、国道303号との重用部分を除く。）                            |
| 9  | 国道421号              | 滋賀県の全域                                                                     |
| 10 | 国道422号              | 滋賀県の全域                                                                     |
| 11 | 国道477号              | 滋賀県の全域                                                                     |
| 12 | 県道大津能登川長浜線   | 全域                                                                             |
| 13 | 県道草津伊賀線         | 全域                                                                             |
| 14 | 県道守山栗東線         | 全域                                                                             |
| 15 | 県道彦根八日市甲西線   | 全域                                                                             |
| 16 | 県道彦根近江八幡線     | 全域                                                                             |
| 17 | 県道大津守山近江八幡線 | 全域                                                                             |
| 18 | 県道野洲甲西線         | 全域                                                                             |
| 19 | 県道草津守山線         | 全域                                                                             |
| 20 | 県道近江八幡守山線     | 全域                                                                             |
| 21 | 県道栗見八日市線       | 全域                                                                             |
| 22 | 県道高島大津線         | 大津市今堅田二丁目字古家929番地1地先から大津市木戸字中替戸175番地4地先までの区間 |
| 23 | 県道近江八幡大津線     | 全域                                                                             |
| 24 | 湖南市道にごり池朝国線 | 全域                                                                             |